# Vladimiro Scatturin
Vladimiro Scatturin (Venezia, 1922 – 2008) è stato un chimico italiano.

## Biografia
Vladimiro Scatturin si iscrisse nel 1940 alla Facoltà di Scienze dell'Università di Padova, interessato in particolare alla chimica pura.
Partecipò come artigliere alla Seconda guerra mondiale. Ciò non gli impedì di continuare gli studi e nel 1946 ottenne la laurea in Chimica; fu chiamato subito come assistente da Carlo Sandonnini ed incaricato di corsi e esercitazioni.
Scatturin, la cui formazione è a cavallo tra la Chimica inorganica e la Chimica fisica, partecipò alla fondazione di un laboratorio per la diffrazione dei raggi X, insieme a Silvio Bezzi e Ugo Croatto, in cui si dedicò a ricerche di avanguardia nel settore. 
Trascorse periodi all'estero a varie riprese: nel 1950 fu, per un breve soggiorno, negli Stati Uniti; nel 1954 trascorse un periodo al Cavendish Laboratory nel Regno Unito; nel 1957 tornò negli Stati Uniti,  presso il Polytechnic Institute di Brooklyn e a Brookhaven, approfondendo le sue conoscenze e sperimentando nuove tecniche e metodologie di ricerca.
Gli studi sulla cristallografia a raggi X, dovevano fronteggiare, in quegli anni, diversi problemi, tra i quali il costo dei macchinari e quello dei macchinari per il calcolo. Scatturin fu tra i fondatori dell'Associazione Italiana di Cristallografia, che nacque nel 1967 con l'obiettivo di promuovere e potenziare lo studio della disposizione degli atomi nella materia, delle sue cause, natura e conseguenze, delle metodologie e delle tecniche relative a tali studi Ma fu creata anche per organizzare gli scienziati che si trovavano ad affrontare problemi di questo genere, indirizzandoli verso soluzioni comuni. Sono gli anni in cui cominciavano ad entrare nei laboratori i calcolatori elettronici, pur se ancora molto rudimentali.
Nel 1960 Scatturin ottenne la cattedra di professore ordinario a Bari, ma pochi anni dopo, nel 1964, Lamberto Malatesta, decano degli studi chimici a Milano, gli offrì un posto nell'Università lombarda. L'ambiente milanese era allora di opinioni politiche decisamente conservatrici, mentre Scatturin aveva orientamenti politici dichiaratamente di sinistra. Questa 'anomalia' politica ha sempre fatto di lui un personaggio spesso isolato, a volte persino scomodo, ma sempre rispettato da tutti per le sue doti di umanità, onestà e simpatia. Aveva inoltre un rapporto di piena disponibilità verso gli studenti nei suoi corsi di Chimica Generale, destinati alle matricole, e in quelli di Strutturistica Chimica destinati agli allievi di livello più avanzato.
A Milano Scatturin riuscì ad organizzare un attrezzatissimo laboratorio di cristallografia a raggi X, dando vita ad una scuola che conterà molti allievi ed importanti risultati scientifici. Il suo gruppo di ricerca divenne ben presto uno dei più noti e stimati al mondo nel campo della chimica strutturale e metallorganica.
Negli anni delle contestazioni e delle rivolte universitarie in Italia, tra il 1968 ed i primi anni ‘70 Scatturin aderì, sin dalla sua fondazione, all'Associazione Nazionale Docenti Universitari (ANDU), presieduta da Giorgio Spini e ne animò la sezione milanese.
Nel 1984, Scatturin, insieme a Lamberto Malatesta, fondò il Dipartimento di Chimica Generale e l'Istituto di Strutturistica Diffrattometrica, dal quale nascerà l'odierno Dipartimento di Chimica Strutturale e Stereochimica Inorganica.
Tra gli anni '70 e '80 la scuola era così ben avviata e produttiva che Scatturin scelse di dedicarsi ad una intensa attività di sostegno, con la sua competenza scientifica,  alle lotte operaie e alle nuove tendenze in ambiti scientifici svariati; significativi sono il suo sodalizio con Medicina Democratica e la sua amicizia con Giulio Maccaccaro. Gli ultimi anni della sua vita attiva saranno all'insegna di un costante impegno, assieme al fratello Luigi, avvocato, accanto agli operai degli impianti petrolchimici di Marghera e alle loro lotte contro il grave inquinamento ambientale.
Per sua espressa volontà, il suo archivio è stato versato dagli eredi all'Istituto Veneziano per la Storia della Resistenza e della Società contemporanea (IVESER).

## Opere

### Monografie
- Vladimiro Scatturin, Chimica generale inorganica : proprietà atomiche e molecolari, Torino, UTET, 1986.

### Articoli su riviste scientifiche
- Bellon, Pier Luigi; Lanzavecchia, Salvatore; Scatturin, Vladimiro, A two exposures technique of electron tomography from projections with random orientations and a quasi-Boolean angular reconstitution, in Ultramicroscopy, vol. 72, (3-4), 1998,  pp. 177-186.
- Bellon, Pier Luigi; Demartin, Francesco; Scatturin, Vladimiro; Czech, Bronislaw, Crystal and molecular structure of the meso-diastereoisomer of 1,12-dimethyl-2,11-dithia-5,8-dioxa[2](1,1')ferrocenophane, in Journal of Organometallic Chemistry, vol. 265, (1), 1984,  pp. 65-71.
- Albano, Vincenzo; Bellon, Pier Luigi; Scatturin, Vladimiro, Crystal and molecular structure of diiodocarbomethoxycarbonyl(2,2'-bipyridyl)iridium, in New Aspects Chem. Metal Carbonyls Deriv., Int. Symp., Proc., 1st, B5/3, 1968.
- Albano, Vincenzo; Bellon, Pier Luigi; Scatturin, Vladimiro, X-ray structures of two crystalline modifications of tris(triphenylphosphine)carbonylplatinum, in New Aspects Chem. Metal Carbonyls Deriv., Int. Symp., Proc., 1st, B6/4, 1968.
- Albano, Vincenzo; Bellon, Pier Luigi; Chini, Paolo; Scatturin, Vladimiro, Metal atom clusters in polynuclear carbonyl compounds of cobalt and rhodium, in Albano, Vincenzo; Bellon, Pier Luigi; Chini, Paolo; Scatturin, Vladimiro, 1st, B4/6, 1968.
- Crystal and molecular structure of the potassium salt of the hexanuclear carbonyl cobaltate [Co6(CO)14]4, Crystal and molecular structure of the potassium salt of the hexanuclear carbonyl cobaltate [Co6(CO)14]4-, in Journal of Organometallic Chemistry, vol. 16, (3), 1969,  pp. 461-470.
- Albano, Vincenzo; Chini, Paolo; Scatturin, Vladimiro, Crystal and molecular structure of the cesium salt of the hexanuclear carbonyl cobaltate [Co6(CO)15]2-, in Journal of Organometallic Chemistry, vol. 15, (2), 1968,  pp. 423-432.
- Albano, Vincenzo; Bellon, Pier Luigi; Scatturin, Vladimiro, Hydride complexes of the third transition series.  Crystalline and molecular structure of trihydridobis(triphenyl phosphine)ethylenebis(diphenyl-phosphine)rhenium(III), in Rendiconti - Istituto Lombardo Accademia di Scienze e Lettere, A:  Scienze Matematiche, Fisiche, Chimiche e Geologiche, vol. 100, (4), 1966,  pp. 989-1003.
- Albano, Vincenzo; Chini, Paolo; Scatturin, Vladimiro, Crystal and molecular structures of new cobalt carbonyl clusters, in Chemical Communications (London), n. 3, 1968,  pp. 163-164.
- Albano, Vincenzo; Bellon, Pier L.; Scatturin, Vladimiro, Metal-atom clusters in iridium carbonyl-triphenyl-phosphine complexes, in Chemical Communications (London), (15), 1967,  pp. 730-731.
- Albano, Vincenzo; Bellon, Pier L.; Sansoni, Mirella; Scatturin, Vladimiro, Direct determination of conformational parameters in molecular structures, in Ricerca Scientifica, vol. 36, (10), 1966,  pp. 617-619.
- Albano, Vincenzo; Bellon, Pier L.; Scatturin, Vladimiro, Crystal structure of two ReIII hydrides-a preliminary account, in Ricerca Scientifica, vol. 36, n. 7, 1966,  pp. 617-619.
- Albano, Vincenzo; Bellon, Pierluigi; Pompa, Francesco; Scatturin, Vladimiro, Determination of crystal structures by the minimum residual, in Rend. Ist. Lombardo Sci. Lettere, A, vol. 100, (11), 1966,  pp. 337-345.
- Pompa, Francesco; Albano, Vincenzo; Bellon, Pierluigi; Scatturin, Vladimiro, Crystal structures of 2,4-dimethyl- and-2-chloromethyl-4-methyl-5-(p-nitrophenyl)oxazoles, in Ricerca Scientifica, Parte 2:  Rendiconti, Sezione A:  Abiologica, A 8, (5), 1965,  pp. 1150-11502.
- Bellon, Pier L.; Scatturin, Vladimiro, Interpretation of powder patterns according to the reduced cell theory. I. Reduced tetragonal forms and powder patterns, in Ric. Sci., Rend., vol. 3, (Sez. A;5), 1963,  pp. 599-608.
- Albano, Vincenzo; Bellon, Pier Luigi; Pomps, Francesco; Scatturin, Vladimiro, 3(Sez. A;5), in Ric. Sci., Rend., Sez. A 3(8), 1963,  pp. 1143-1150.
- Scatturin, Vladimiro; Bellon, Pier Luigi; Salkind, Alvin J., Structure of Ag oxide determined by means of neutron diffraction, in Journal of the Electrochemical Society, 1961,  pp. 819-822.
- Magnetic structures of 3d transition metal double fluorides, KMF3, in Acta Crystallographica, vol. 14, 1961,  pp. 19-26.
- Scatturin, Vladimiro; Panattoni, Carlo; Bardi, Renato; Bezzi, Silvio, Devices for linear integration in the Weissenberg camera, in Gazzetta Chimica Italiana, vol. 89, 1959,  pp. 2142-2150.
- Turco, Aldo; Scatturin, Vladimiro; Giacometti, Giovanni, Tetracoördination of nickel (II). II. Nickel halide complexes with tris(cyclohexyl)phosphine, in Gazzetta Chimica Italiana, vol. 89, 1959,  pp. 2005-2017.
- Scatturin, Vladimiro; Bellon, Pier L.; Salkind, Alvin J., The structure of silver oxide AgO determined by means of neutron diffraction, in Ricerca sci., vol. 30, 1960,  pp. 1034-1044.
- Giacometti, Giovanni; Scatturin, Vladimiro; Turco, Aldo, Tetracoördination of bivalent nickel. X-ray examination of bis(triethylphosphine) nickel bromide and nitrate, in Gazzetta Chimica Italiana, vol. 88, 1958,  pp. 434-442.
- Turco, Aldo; Scatturin, Vladimiro; Giacometti, Giovanni, Tetracoördination of nickel(II). Some complexes with cyclohexyl phosphine, in Nature (London, United Kingdom), vol. 183, 1959,  pp. 601-602.
- Scatturin, Vladimiro; Zannetti, Roberto, X-ray investigation of some p-nitrophenyloxazoles, in Annali di Chimica (Rome, Italy), vol. 49, 1959,  pp. 68-74.
- Scatturin, Vladimiro; Bellon, Pier L.; Zannetti, Roberto, Planar coördination of the Group IB elements: Crystal structure of Ag(II) oxide, in Journal of Inorganic and Nuclear Chemistry, vol. 8, 1958,  pp. 462-467.
- Frasson, Edoardo; Scatturin, Vladimiro, Thallium sulfides. I. Configuration and lattice constants of two thallium pentasulfides, in Atti ist. veneto sci., lettere ed arti, Classe sci. mat. e nat., vol. 114, 1956,  pp. 61-66.
- Giacometti, Giovanni; Scatturin, Vladimiro; Turco, Aldo, Pentacoördination of nickel. Bis(triethylphosphine)-tribromonickel(III), in Ricerca sci., vol. 27, 1957,  pp. 2449-2454.
- Scatturin, Vladimiro; Bellon, Pierluigi; Zannetti, Roberto, Crystal structure of silver oxide AgO, in Ricerca sci., vol. 27, 1957,  pp. 2163-2172.
- Nonstoichiometric compounds of trivalent thallium oxide, in Ricerca. sci., vol. 26, 1956,  pp. 3108-14.
- Scatturin, Vladimiro; Frasson, Edoardo, Thallium sulfides from ammonium polysulfide: formation and structure of the thallium monosulfide, TlS, in Ricerca sci., vol. 26, 10,  pp. 3382-3386.
- Bellon, Pierluigi; Scatturin, Vladimiro; Zannetti, Roberto, Absorption errors in Debye-Scherrer photograms, in Ricerca sci., vol. 26, 1956,  pp. 1732-42.
- Scatturin, Vladimiro; Zannetti, Roberto, Crystal structure of 2-methyl-4-(chloromethyl)-5-(p-nitrophenyl)oxazole. I. Space group and lattice constants, in Ricerca sci., vol. 26, 1956,  pp. 523-526.
- Scatturin, Vladimiro; Tornati, Maria; Zannetti, Roberto, A system for the elimination of absorption errors in x-ray studies with Debye-Scherrer cylindrical chambers, in Ricerca sci., vol. 25, n. 6, 1955,  pp. 1447-1460.
- Scatturin, Vladimiro; Frasson, Edoardo, Sulfides of thallium, in Annali di Chimica (Rome, Italy), vol. 43, 1953,  pp. 561-563.
- Scatturin, Vladimiro; Bua, Ettore, Roentgenographic studies of nitrosophenols. The elementary cell and spatial group of p-nitrosophenol, in Gazzetta Chimica Italiana, vol. 83, 1953,  pp. 848-852.
- Scatturin, Vladimiro; Schiavinato, Giuseppe, The crystallographic properties of p-nitrosophenol, in Atti ist. veneto sci., Classe sci. mat. e nat., vol. 110, 1952,  pp. 127-129.
- Scatturin, Vladimiro; Tornati, Maria, Lattice imperfection of thallium oxides, in Ricerca sci, vol. 23, 1953,  pp. 1805-1813.
- Croatto, Ugo; Fava, Antonino; Scatturin, Vladimiro, The magnetism of K2SnO6 compounds as a means of studying their structure, in Gazzetta Chimica Italiana, vol. 82, 1952,  pp. 552-557.
- Bua, Ettore; Scatturin, Vladimiro, Structure analysis of p-dichlorobenzene. I. Interpretation of röntgenographs and photometry, in Gazzetta Chimica Italiana, vol. 81, 1951,  pp. 351-355.
- Croatto, Ugo; Scatturin, Vladimiro; Fava, Antonino, Magnetism of the compounds K2SnO6, in Ricerca sci, vol. 19, 1950,  pp. 700-703.
- Croatto, Ugo; Fava, Antonio; Scatturin, Vladimiro, Magnetism of some organic sulfur compounds, in Ricerca sci., vol. 19, 1949,  pp. 875-876.
- Croatto, Ugo; Scatturin, Vladimiro, Magnetism of phosphonium compounds, in Ricerca sci., vol. 18, 1948,  pp. 113-115.